# Silent Scope Complete
Silent Scope Complete è una compilation della serie di videogiochi Silent Scope, pubblicato e sviluppato da Konami in esclusiva per Xbox, pubblicato il 10 febbraio 2004 in Nord America e il 19 marzo 2004 in Europa. Contiene tutti i primi quattro giochi della serie (Silent Scope EX, come per la versione PlayStation 2, è contenuto in Silent Scope 3), una Light gun dedicata simile al fucile di precisione tipico della versione sala giochi della serie, ma il gioco può essere giocato (in assenza della Light gun) anche con il gamepad. Inoltre sono presenti livelli addizionali, aggiunte alla storia e nuove caratteristiche.